# Mitiukowo (rejon miedwiediewski)
Mitiukowo (ros. Митюково) – wieś (dieriewnia) w Rosji, w Mari El, w rejonie miedwiediewskim. W 2010 liczyła 196 mieszkańców.